# (9542) Eryan
(9542) Eryan (1983 TU1) – planetoida z pasa głównego asteroid okrążająca Słońce w ciągu 3,72 lat w średniej odległości 2,4 j.a. Odkryta 12 października 1983 roku.